# Конюхов, Фёдор Филиппович
Фёдор Фили́ппович Ко́нюхов (род. 12 декабря 1951, Чкалово, Запорожская область) — советский и российский путешественник, писатель, художник, священник Украинской православной церкви (Московского патриархата), почётный старший разведчик ОРЮР.
В одиночку совершил пять кругосветных плаваний, 17 раз пересёк Атлантику, причём один раз на вёсельной лодке. Первый россиянин, побывавший на всех Семи вершинах всех частей света, в одиночку на Южном и Северном полюсах (т. н. Большой шлем исследователей). Обладатель национальной премии «Хрустальный компас» и мировых рекордов Гиннесса. Первый в мире человек, который достиг пяти полюсов Земли: Северный географический (три раза), Южный географический, Полюс относительной недоступности в Северном Ледовитом океане, Эверест (полюс высоты), мыс Горн (полюс яхтсменов). Первый в РФ достиг Северного и Южного полюса на лыжах, первый россиянин, совершивший одиночное кругосветное плавание, первый выполнил программу «Семь вершин», вторым совершил кругосветный полёт на воздушном шаре в одиночку, установив два абсолютных мировых рекорда.

## Биография

### Образование и работа
Родился 12 декабря 1951 года в селе Чкалово. Окончил Профессионально-техническое училище № 15 города Бобруйска (ныне Бобруйский государственный профессионально-технический художественный колледж), по специальности резчик-инкрустатор; Одесское мореходное училище — судоводитель, затем Ленинградское арктическое училище — судовой механик. Обучался в Санкт-Петербургской духовной семинарии
В 1974 году переехал на постоянное место жительства в Находку, где проживал до 1995 года. Согласно его книге, в Находке Фёдор Конюхов работал такелажником на судоремонтном заводе и на рыболовных судах УАМР-БАМР. С 1995 года проживает в Москве.

### Священство
22 мая 2010 года стал иподиаконом. Хиротесию совершил во время визита в Запорожье митрополит Киевский и всея Украины Владимир. 23 мая в Запорожье рукоположён в сан диакона епископом Запорожским и Мелитопольским Иосифом (Масленниковым).
19 декабря 2010 года, в праздник святителя Николая Чудотворца, в Свято-Никольском храме Запорожья епископом Запорожским и Мелитопольским Иосифом (Масленниковым) рукоположён в сан священника. Приписан к Запорожской епархии (Украинская православная церковь Московского патриархата).

### Творческая мастерская

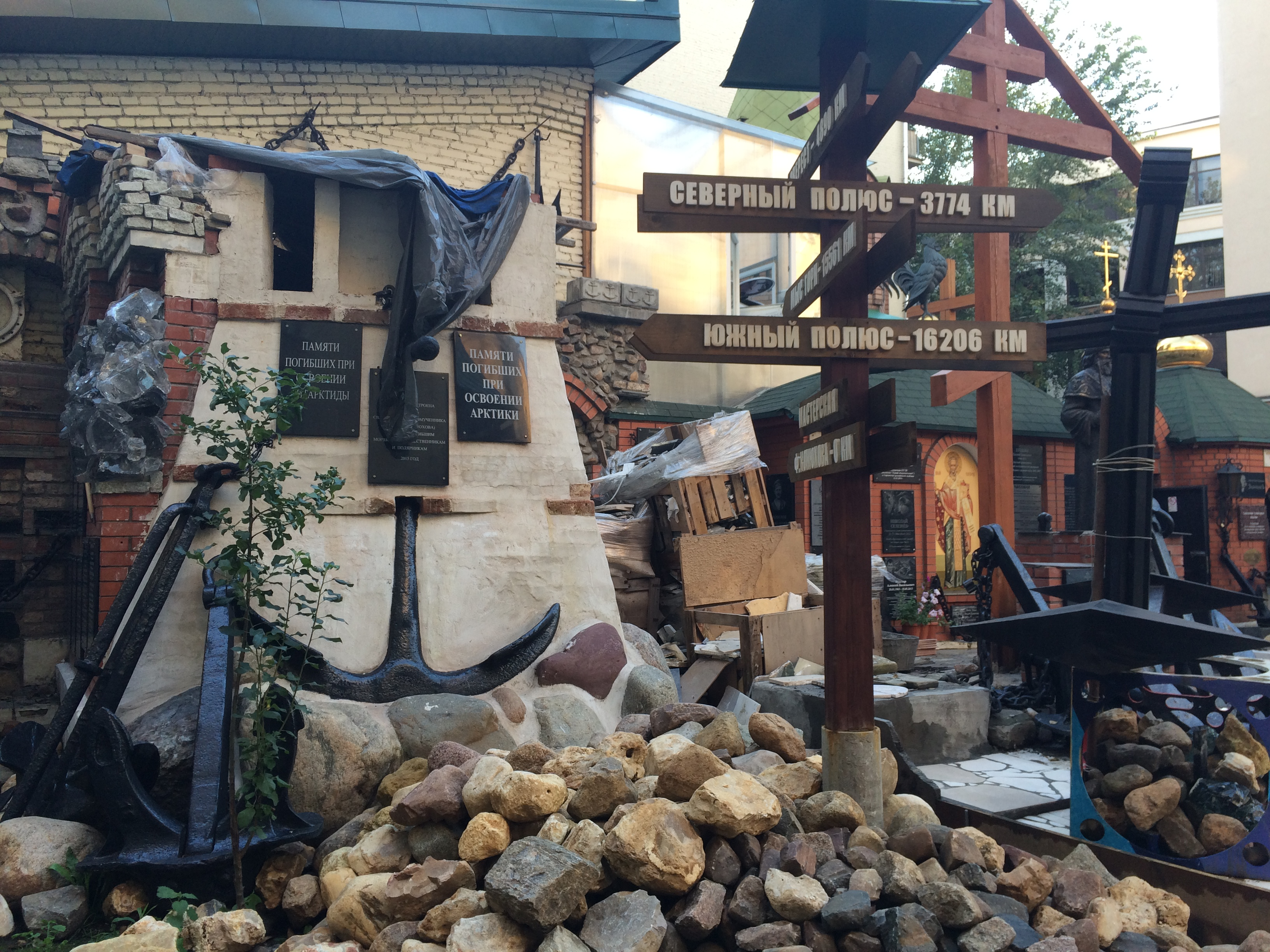
Творческая мастерская Фёдора Конюхова в Москве на Садовнической

Творческая мастерская Конюхова расположена в Москве на Садовнической улице. В 2004 году при ней Фёдор Конюхов построил Часовню в память о погибших моряках и путешественниках. Часовня освящена во имя Николая Мирликийского Чудотворца и приписана к Высоко-Петровскому монастырю. С июля 2025 года по распоряжению мэра Москвы С. С. Собянина мастерская имеет статус городского музея.

### Общественная позиция
В октябре 2023 года поддержал вторжение России на Украину.
В 2024 году стал доверенным лицом кандидата в президенты России Владимира Путина.

### Семья
- Отец ─ Филипп Михайлович (1916—2015), потомок рыбаков-поморов из Архангельской губернии.
- Мать ─ Мария Ефремовна (1916—2010), уроженка Бессарабии.
- Братья: Павел (род. 1956), Виктор; сёстры: Александра и Нина.
- Первая жена — Любовь, от неё у Конюхова дочь — Татьяна и сын — Оскар; первая жена и дочь живут в США. Сын ─ Оскар Конюхов[14] — исполнительный директор Всероссийской федерации парусного спорта с 2009 по 2012 год[15], живёт в РФ.
- Вторая жена — Ирина Конюхова (доктор юридических наук, профессор) (род. 1961); от второй жены у Фёдора сын ─ Николай[16].

## Путешествия
Первую экспедицию осуществил в 15 лет — пересёк Азовское море на вёсельной лодке. В начале 1989 года впервые доставил Знамя Мира на Северный полюс в составе экспедиции «Арктика-89» под руководством В. Чукова. В 1989 году принял участие вместе с младшим братом Павлом в советско-американском велопробеге Находка — Ленинград. С 1998 года — заведующий лабораторией дистанционного обучения в экстремальных условиях (ЛДОЭУ) в Современной гуманитарной академии (Москва).
К 2016 году совершил более 50 уникальных экспедиций и восхождений, выражая своё видение мира в картинах и книгах. В 1983 году принят в Союз художников СССР (самый молодой на тот момент). С 1996 года — член Московского союза художников (МСХ), секция «Графика», с 2001 года также состоит в секции МСХ «Скульптура». Автор более трёх тысяч картин, участник российских и международных выставок. С 2012 года — академик Российской академии художеств. Автор 18 книг, член Союза писателей России.
19 мая 2012 года в составе российской команды «7 Вершин» Фёдор Конюхов совершил своё второе восхождение на вершину Эвереста, на этот раз по Северному хребту (со стороны Тибета).
На 2013 год была запланирована «экспедиция» Конюхова и Виктора Симонова на собачьих упряжках из Карелии до южной оконечности острова Гренландия через Северный полюс. В итоге путешественники прошли 900 км от Северного полюса до Канады (остров Уорт Хант). Подробнее см. Экспедиция Фёдора Конюхова и Виктора Симонова.
В период с 22 декабря 2013 года по 31 мая 2014 года совершил путешествие через Тихий океан на вёсельной лодке «Тургояк» из порта Конкон (Чили) в Брисбен (Австралия). Потратив на путешествие 160 дней, Конюхов показал лучший результат для перехода в одиночку на вёсельной лодке без заходов в порты и посторонней помощи (лучшее из предыдущих подобных путешествий длилось 273 дня). Это первое пересечение Тихого океана на вёсельной лодке от континента до континента. Рекорд зафиксирован Международным обществом океанских гребцов.
12 июля 2016 года Фёдор Конюхов, после годичной подготовки при поддержке команды, начал свой одиночный кругосветный полёт на воздушном шаре «МОРТОН», изготовленном компанией Cameron Balloons (Бристоль). Старт проходил на аэродроме австралийского городка Нортам по тому же маршруту, что и рекордный полёт его предшественника Стива Фоссетта в 2002 году — летательный аппарат оторвался от земли в 07:33 по местному времени (02:33 МСК). 23 июля 2016 года в 11:11 МСК Фёдор Конюхов благополучно приземлился на западе Австралии. Установил два абсолютных мировых рекорда кругосветного полёта — по минимальному времени полета (11 дней 4 часа и 20 минут или 268 часов и 20 минут) и по максимальной дистанции перелета (33521 км). Радиолюбительский позывной Фёдора Конюхова — R0FK.
В 2018—2019 годах совершил первый в истории переход через Южный Тихий океан от Новой Зеландии (порт Данидин) до мыса Горн на вёсельной лодке «АКРОС». Время в пути 154 дня. Пройденное расстояние — 6400 морских миль.
9 июня 2022 года Фёдор Конюхов и Игорь Потапкин во время воздушной экспедиции «От Белого моря до Чёрного» почти за восемь часов преодолели более 630 километров от Вологды до посёлка Милославское в Рязанской области на мотопараплане, установив мировой рекорд беспосадочного полёта. Уже через восемь дней они побили собственный рекорд, пролетев почти 1040 километров за 13 часов 17 минут из Усмани Липецкой области в село Баклазан Шелковского района Чеченской Республики.
В 2023 году Фёдор Конюхов и Иван Меняйло на воздушном шаре «ФосАгро» пролетели расстояние в 2540 километров из Кировска Мурманской области в Хатангу Красноярского края, что является новым мировым рекордом по дальности полёта на аэростатах, в том числе первый в истории воздухоплавания полёт на тепловом аэростате с открытой корзиной над акваторией двух морей Северного Ледовитого океана.
16 сентября 2023 года при содействии МЧС России Фёдор Конюхов и Игорь Потапкин установили рекорд высоты для экипажа паралёта из двух человек, российские пилоты поднялись на 4728 метров в предгорьях Эльбруса.
8 июля 2024 года Федор Конюхов и Игорь Потапкин впервые в мире успешно приземлились на Северном полюсе на паралёте, взлетев на льдине в Северном Ледовитом океане на 86 градусе северной широты.
24 июля 2024 года Конюхов в рамках научной программы Института океанологии РАН побил свой собственный рекорд по длительности нахождения на первой в мире одиночной исследовательской полярной станции. Он провёл 14 дней на льдине, пройдя 175 километров по Северному Ледовитому океану.
11 февраля 2025 года первым в мире пересёк Южную Атлантику на вёсельной лодке. Путешествие от Южной Америки до Индийского океана заняло 68 суток и стало частью второго этапа кругосветного маршрута в Южном океане (от мыса Горн до мыса Люин), который Конюхов планирует пройти на вёслах за 200 дней.

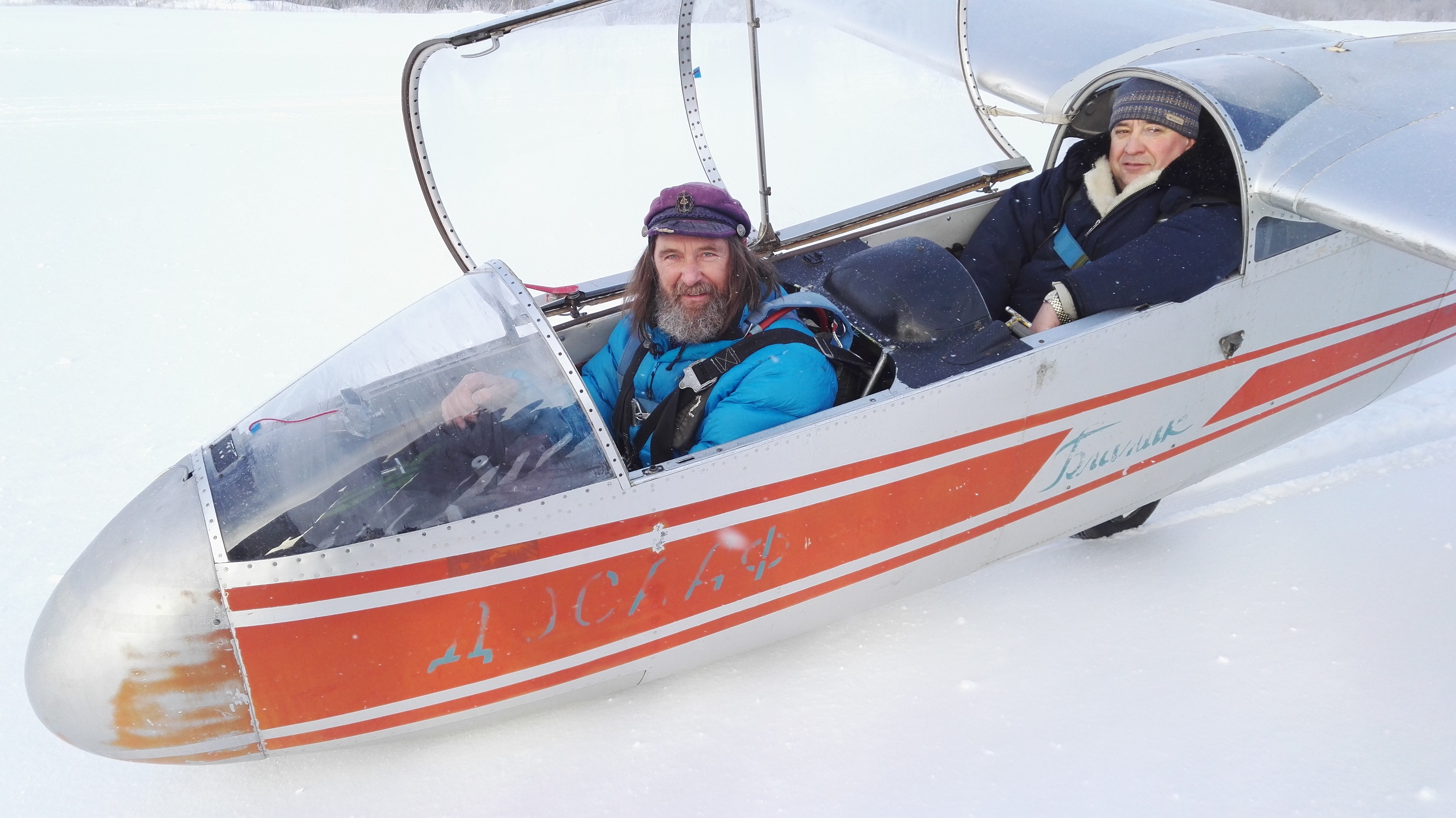
Обучение на планёре в декабре 2016 года

### Достижения
- Первый в мире человек, который достиг пяти полюсов Земли:
  - Северный географический (трижды)
  - Южный географический
  - Полюс относительной недоступности в Северном Ледовитом океане
  - Джомолунгма (полюс высоты)
  - Мыс Горн (полюс яхтсменов)
- Первый россиянин, которому удалось выполнить программу «Большой шлем» (Северный полюс, Южный полюс, мыс Горн, Джомолунгма).
- Первый в СНГ закончил программу 7 вершин, побывав на вершинах всех частей света (в том числе Азия — Джомолунгма, Европа — Эльбрус).
- Пересёк в одиночку Атлантический океан на гребной лодке УралАЗ с мировым рекордом в 46 суток 4 часа (в категории «автономно»).
- Первое в истории России одиночное кругосветное плавание на яхте без остановок (1990—1991 год). Конюхов также единственный из представителей бывшего СССР, кто принимал участие в престижнейшей кругосветке яхт-одиночек Vendée Globe (до финиша не дошёл, совершил остановку в Австралии, Сидней).
- Рекордсмен парусного похода Antarctica Cup Race Track вокруг Антарктиды в классе яхтсмен-одиночка.
- Пересёк в одиночку Тихий океан на гребной лодке К9 (Конюхов 9 метров — длина лодки) с мировым рекордом в 159 суток 14 часов 45 минут.
- 23 июля 2016 года завершил рекордное кругосветное путешествие на воздушном шаре фирмы Cameron Balloons Ltd. высотой 52 метра и весом 10 тонн: по минимальному времени путешествия (268 часов 20 минут), максимальной дистанции перелёта (35 168 км)[33], максимальной высоте полёта в кругосветном путешествии (около 10,6 тысяч метров)[21]. Прошлый рекорд принадлежал американцу Стиву Фоссетту, его перелёт занял 13 дней. Первым в мире облетел земной шар с первой попытки[34]. Награждён титулом FAI Пилот Года 2016[35].
- 9 февраля 2017 года вместе с мастером спорта по воздухоплаванию Иваном Меняйло побил мировой рекорд по времени беспосадочного полёта на полностью тепловом аэростате — воздушном шаре «Бинбанк Премиум». Полёт продолжался 55 часов 15 минут, было пройдено расстояние более 1000 км[36]. Предыдущий рекорд был установлен в 1997 году японцами Митио Кандой и Хиросукэ Такэдзавой[37].
- 9 мая 2019 года пересёк долготу чилийских островов Диего-Рамирес и стал первым человеком в истории, кому удалось совершить одиночный переход на вёсельной лодке через Южный океан от Новой Зеландии до пролива Дрейка в «ревущих сороковых» и «неистовых пятидесятых» широтах. В этом походе установил несколько мировых рекордов, которые должны пройти верификацию Общества Океанских Гребцов в Англии и в дальнейшем также быть представлены на регистрацию в Книге Рекордов Гиннесса. Уже сейчас можно озвучить некоторые из рекордов: самый возрастной гребец-одиночка — 67 лет, достиг самой южной точки на вёсельной лодке — 56’40 южной широты, самое большое количество дней в Южном океане — 154 дня, самое большое пройденное расстояние в «ревущих сороковых» и «неистовых пятидесятых» широтах — 11 525 километров, первый и единственный человек, кто смог пересечь Тихий океан в обоих направлениях (с востока на запад и с запада на восток)[38].

## Признание

### Награды, почётные звания

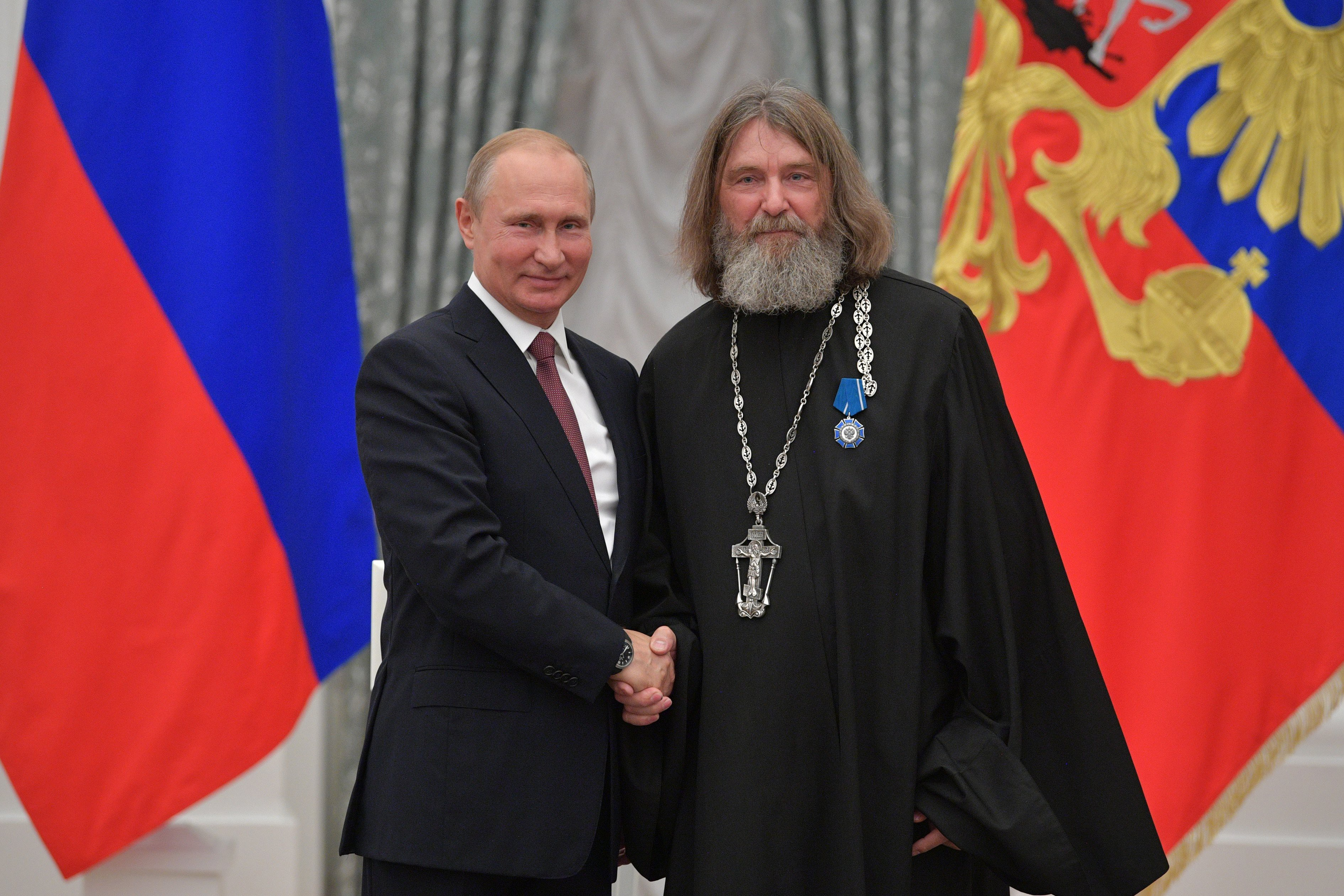
Фёдор Конюхов на церемонии вручения ордена Почёта. 27 июня 2018

- Орден Почёта (26 декабря 2017) — за заслуги в области изучения возможностей человека в экстремальных условиях, самоотверженность и целеустремлённость, проявленные при достижении новых мировых рекордов в одиночных путешествиях[39][40];
- Орден Дружбы народов (8 декабря 1988);
- Медаль «За труды в культуре и искусстве» (24 января 2025) — за вклад в развитие отечественной культуры и искусства, многолетнюю плодотворную деятельность[41];
- Знак отличия «За заслуги перед Челябинской областью» (5 июня 2014) — за деятельность, способствующую процветанию Челябинской области, повышению её авторитета в Российской Федерации и за рубежом;
- заслуженный мастер спорта СССР по спортивному туризму;
- Орден великомученика Георгия Победоносца I степени Украинской православной церкви «за примерные и усердные труды на пользу Святой Божией Православной Церкви»;
- Золотая медаль Российской академии художеств;
- Золотая медаль имени Н. Н. Миклухо-Маклая Русского географического общества (2014)[42];
- премия UNEP «Global 500» за вклад в защиту окружающей среды;
- приз ЮНЕСКО «За честную игру»;
- премия Дружбы народов «Белые журавли России» и одноимённый орден (2015)[43];
- Национальная премия «Имперская культура» имени Эдуарда Володина в номинации «События. Подвиги. Люди» (2011)[44];
- Почётный житель города Находки (с 1996), посёлка Бергин, города Миасса, города Терни (Италия);
- Почётный житель села Чкалово (Запорожская область, Мелитопольский район, Украина) с 2013;
- Почётный гражданин села Загоскино (с 17 февраля 2017), Пензенская область[45];
- Почетный житель муниципального округа Люблино в городе Москве, 2016 год;
- Звание «Пилот года 2016» (присвоено Международной федерацией аэронавтики FAI)[4].
- Почетный доктор Санкт-Петербургского политехнического университета Петра Великого (присвоено 27 февраля 2023 года)[46].
- Вошёл в состав Попечительского совета Центра «Наследие» (14 февраля 2024 года)[47]

### Эпонимы
- В Челябинской области круглый год действует детский лагерь «Школа путешественников Фёдора Конюхова»[48].
- В честь Фёдора Конюхова проводится X Международная олимпиада по основным наукам по географии.
- В честь Фёдора Конюхова ежегодно в июне проводится детская парусная регата «Кубок Фёдора Конюхова в классе Оптимист» на озере Тургояк, Челябинской области.
- С 2014 года в городе Тобольске вручается премия имени Фёдора Конюхова[49].
- 3 августа 2016 года Русское географическое общество заявило о намерении открыть картинную галерею Фёдора Конюхова[50][51].
- 2 сентября 2001 года в честь Ф. Ф. Конюхова назван астероид 18301 Konyukhov, открытый в 1979 году советским астрономом Н. С. Черных[52].
- В честь Фёдора Конюхова названы улицы в селе Сыростан[53] и деревне Круглое[54] Челябинской области.

## Критика
Владимир Снегирёв в своей статье «Волк-одиночка», опубликованной в журнале «Вояж и отдых» (доступна перепечатка в журнале «Вольный ветер» за 1999 год), поднимает вопрос моральных качеств Фёдора Конюхова.
О Фёдоре Конюхове негативно отзываются другие путешественники, альпинисты и экстремалы, отмечая, что его достижения сильно преувеличены в целях пиара: так, например, в 1992 году, перед началом кругосветного путешествия из Владивостока, по прибытии на Тайвань Конюхову предоставили яхту, а его сопровождающим пришлось плыть на менее качественном судне, что заняло у них полтора года; в отдалённые точки планеты он отказывался добираться сам, пользуясь вертолётом; в поездках на горные восхождения его сопровождала организованная группа.

### Мистификации об участии во Вьетнамской войне
Конюхов свою срочную службу проходил в ВМФ СССР на одном из больших десантных кораблей Балтийского флота. Но из-за недомолвок и кривотолков ему приписывали то службу в спецназе ГРУ, то службу в морской пехоте и одновременно участие в многочисленных спецоперациях, наподобие рейда на базу вертолётов «Супер Кобра» во время Вьетнамской войны.
Конюхов своего участия в подобных секретных операциях не отрицал. Жёлтая пресса оперировала, главным образом, слухами о том, что южнее 17-й параллели, в джунглях Южного Вьетнама действовали советские военные специалисты и разведчики, а вместе с ними там работали группы спецназовцев. Не пытаясь развеять эти слухи, Конюхов признавал, что выполнял специальные задания во Вьетнаме.

## Киновоплощения
5 октября 2023 года в прокат вышел фильм «Повелитель ветра» режиссёра Игоря Волошина. Роль Фёдора Конюхова сыграл Фёдор Бондарчук.